# 宮島鏡
宮島 鏡（みやじま かがみ、1979年  - ）は日本の作家。広島県廿日市市出身。
明治大学付属中野高等学校在学中に、『生きる言葉』でデビュー（葉文社、筆名は関口深志）。ネットのみで販売した『人を呪い殺す方法』（下板書房）、『少女と恋愛する方法』（下板書房）が大ヒットを記録した。他の著書に、『呪い方、教えます。』、『呪術者になる！』（作品社）、『祈りと儀式の本格恋まじない』（宝島社文庫、2002年度日本図書館協会選定図書）、『少女愛』（作品社、2005年度日本図書館協会選定図書）がある。2009年9月に『マイケル・ジャクソン新伝説』（道出版）を出した。

## 音楽家時代
中学時代から関口深志の名で作詞・作曲活動を開始。テレビ飯能に100曲以上提供。漫才師の林家ライス・カレー子の出囃子は宮島の作曲である。
デモテープを400本以上、音楽業界に送り、日音や(株)パワーボックスなどの耳に止まり、2000年、S.E.Sのベストアルバム「PRIME-S.E.S the best－」(バップ)でメジャーデビューする。
奥菜恵、いしだ壱成、石田純一、林原めぐみが声を当てたCGアニメ映画海のオーロラの主題歌の作詞を担当。dip in the poolの木村達司のサウンドプロデュースでシングルCD化される。元電気グルーヴのCMJKとコラボレーションした曲もあり、シングル「LOVE〜いつまでもオンジェカジナ〜」に収録されている。

## 作家としての評価
秦恒平、西本鶏介などに師事。
小説としての初めての連載は「原人」（原人舎刊）での「神々への叛乱」。雑誌休刊と同時に連載は終了した。小説家の友人にミステリー作家の誉田哲也がいる。

## 人物像
夏は「呪い」に関するインタビューに答えることが多く、リブロの夏フェスの常連作家である。好きな野球選手は青木宣親。過去、一度だけスキンヘッドでテレビ東京のバラエティー番組に出演し、呪いについて語ったことがある。またTBSラジオの番組「バツラジ」に生出演し、少女愛に関することなどを述べた。